# Edouard Zeckendorf
Edouard Zeckendorf (* 2. Mai 1901 in Lüttich, Belgien; † 16. Mai 1983 ebenda) war ein belgischer Amateur-Mathematiker.

## Leben
Zeckendorf, Sohn des Abraham Zeckendorf, war Arzt für Allgemeinmedizin, wurde 1925 Offizier in der belgischen Armee und spezialisierte sich nach seiner Militärzeit als Zahnarzt. Nach der Kapitulation der belgischen Armee 1940 kam er bis 1945 in deutsche Kriegsgefangenschaft, wo er trotz seiner jüdischen Herkunft als Jude keiner weiteren Verfolgung ausgesetzt war.
Nach 1945 veröffentlichte er mehrere auf der elementaren Zahlentheorie basierende Schriften im Bulletin de la Société Royale des Sciences de Liège.
Obwohl Zeckendorf nur ein Amateur-Mathematiker war, findet der Satz von Zeckendorf allgemein Anwendung.